# Suçatı, Acıpayam
Suçatı là một xã thuộc huyện Acıpayam, tỉnh Denizli, Thổ Nhĩ Kỳ. Dân số thời điểm năm 2010 là 605 người.